# Julio César Abbadie
Julio César Abbadie Gismero (San Ramón, Canelones, 7 de septiembre de 1930-Montevideo, 16 de julio de 2014) fue un  jugador y entrenador de fútbol. Durante su carrera como futbolista, jugaba en la posición de delantero.

## Biografía
Poco después de su nacimiento, su familia se trasladó por razones laborales al barrio de Colón de la ciudad de Montevideo. A los diez años de edad, vuelven a mudarse, esta vez a la ciudad de Pan de Azúcar, en el departamento de Maldonado, ciudad en la que llevaría adelante sus estudios y comenzaría su actividad deportiva. Es por estas razones que siempre se consideró perteneciente a dicha localidad.
Tras una extensa carrera como futbolista, que comenzó en 1944 y finalizó en 1969, tuvo un breve pasaje como entrenador en el fútbol del interior de Uruguay, y pese a tener éxito, decidió retirarse. Falleció en Montevideo el 16 de julio de 2014.

## Trayectoria

### Comienzos como futbolista
Sus primeros pasos en el fútbol fueron en la tercera división del Club Atenas de Pan de Azúcar a los 14 años y debutando en la primera división a los 16 años en el Club Atlético Pan de Azúcar junto a su hermano, Ruben Abbadíe, que era un año mayor. En 1948 ambos fueron citados para formar parte de la Selección Departamental de Fútbol de Maldonado para disputar el Torneo del Este que se llevó a cabo en la ciudad de Melo.

### Primera etapa en Peñarol
A finales de ese mismo año, ambos fueron a practicar al Club Nacional de Fútbol, obteniendo Ruben el fichaje. Pocos meses después, en 1949, es llevado por un vecino de la ciudad a practicar al Club Atlético Peñarol, siendo fichado el mismo día e integrándose al equipo de la «tercera especial», divisional formada por jugadores que esperaban la oportunidad para ocupar una plaza en el plantel de primera división.
Asciende a «reserva» en 1949. En 1950, cuatro de los cinco delanteros del primer equipo de Peñarol integraron la Selección Uruguaya de Fútbol que obtuviera el Campeonato Mundial de 1950: Ghiggia, Míguez, Schiaffino y Vidal. El Campeonato Uruguayo se siguió disputando, lo que hizo que fuera ascendido a primera división. Dsiputó su primer partido frente a Cerro, al que derrotaron por 3 a 0, convirtiendo Abbadie el segundo gol a los 11 minutos del encuentro. Dado el buen juego mostrado por el equipo y por su desempeño personal, cuando los campeones retornaron, quedó como suplente. Su posición en el plantel no varió durante 1951, lo que no le impidió disputar varios partidos, ya que suplantaba a cualquiera de los tres delanteros centrales del equipo.
En 1952, Ghiggia es transferido al fútbol italiano. Ante la vacante, Juan López, director técnico de Peñarol ese año, lo coloca en el equipo titular como puntero derecho. Logró con el equipo los títulos uruguayos de 1951, 1953 y 1954.

### Pasaje por el fútbol italiano
En 1956 es transferido al Genoa CFC de Italia, equipo en el juega durante cuatro temporadas. Su pasaje por este club es recordado por el mismo como un momento importante en su historia, como lo demuestra el hecho de haber sido homenajeado en diciembre de 2004 durante el encuentro que dicho club sostuvo frente al Empoli en el estadio Luigi Ferraris. Durante este período, convirtió 24 goles en 95 partidos.
Disputó su primer partido frente a Roma, encuentro que terminó con empate a 1. Genoa formó con Gandolfi, Frizzi, Becattini, De Angelis, Carlini, Delfino, De Rossi, Dal Monte, Macor, Abbadie y Carapellese. Uno de los momentos más recordados por la afición del Genoa es la victoria frente a Sampdoria el 1 de noviembre de 1957 por 3 a 1 durante la disputa del Derbi de Génova, en el que Abbadíe realizó la asistencia a Leoni y Corso en los tres goles de su equipo.
En el año 1960 pasa a jugar en el Calcio Lecco 1912, equipo ascendido ese año a la Serie A, jugando entre los años 1960 y 1961 y convierte 7 goles en 45 partidos disputados.

### Retorno a Peñarol
Retorna a Peñarol en 1962 y juega por dicho club hasta 1969, año en el que abandona la práctica profesional del fútbol. En este período, obtuvo junto a su club los Campeonatos Uruguayos de los años 1962, 1964, 1965, 1967 y 1968.
A pesar de estos títulos, la gesta más importante de este período y de su carrera como futbolista fue la obtención de la Copa Libertadores de América de 1966 y la Copa Intercontinental del mismo año.
En esa edición de la Copa Libertadores, convirtió el primer gol del encuentro frente a Deportivo Municipal en La Paz que terminó con victoria para Peñarol por 2 a 1; durante la disputa de las finales de este torneo, Abbadíe fue el autor en el minuto 75, del primer gol de Peñarol en su victoria en Montevideo por 2 a 0 frente a River Plate de Argentina el 12 de mayo, y del segundo gol, en el minuto 72 de la tercera final, disputada el 20 de mayo en el Estadio Nacional de Santiago, Chile, que terminara en victoria para Peñarol por 4 a 2 en alargue y luego de estar perdiendo por 2 a 0 durante el primer tiempo del juego.

Disputó ambas finales de la Copa Intercontinental de 1966. La primera en el estadio Centenario de Montevideo el 12 de octubre de 1966, y la segunda en el estadio Santiago Bernabéu. Ambos encuentros finalizaron con victoria para el equipo de Peñarol por 2 a 0.

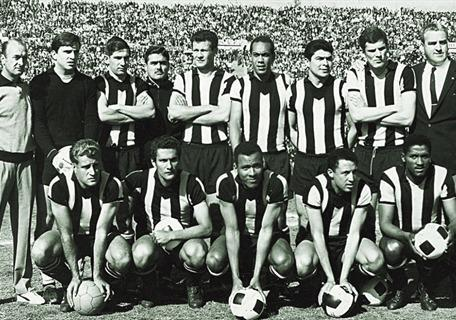
Peñarol 1965. Abajo, primero de la izquierda, Julio César Abbadíe
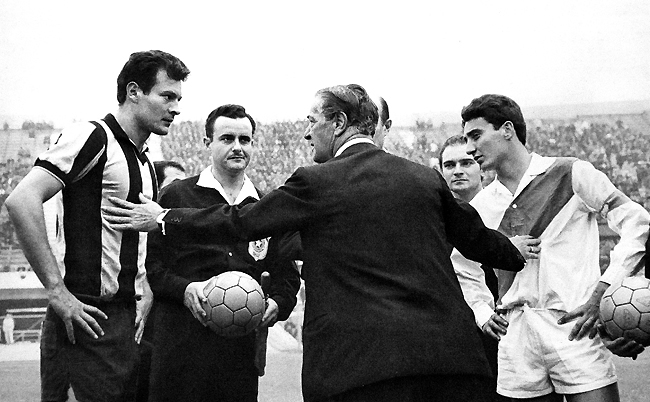
Inicio de la final de la Copa Libertadores 1966
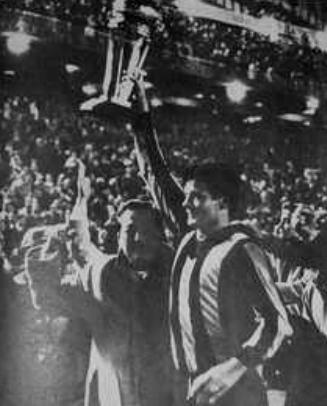
Peñarol campeón de la Copa Intercontinental 1966

## Selección nacional
Fue citado por primera vez en 1952 a integrar la Selección Uruguaya para la disputa del Campeonato Panamericano de Fútbol de Chile. En este torneo, disputó los cinco partidos que jugó su selección, anotando el tercer gol en el partido en el que los uruguayos vencieron a México por 3 a 1 y tres tantos en la victoria de Uruguay frente a Panamá por 6 a 1.
Según Abbadie, uno de los encuentros más trascendentes de su carrera fue el amistoso disputado entre Uruguay e Inglaterra disputado en el Estadio Centenario en 1953 y que culminó con la victoria de «la celeste» por 2 a 1, en el que anotara el primer gol de su equipo.
Disputó el Campeonato Sudamericano 1955, torneo llevado a cabo en Santiago, Chile, del que participaron sólo seis equipos y que se jugó en formato de todos contra todos. Marcó el segundo gol en la victoria frente a Paraguay por 3 a 2 y dos goles en el partido frente a Ecuador, que terminara con victoria uruguaya por 5 a 1.
Integró la selección de Uruguay que participó en la Copa Mundial de 1954, disputada en Suiza y que obtuviera la cuarta posición. Abbadíe jugó todos los partidos, excepto el partido semifinal por encontrarse lesionado, en el que Uruguay cayó derrotado por 4 a 2 en la prórroga. Durante el torneo, Abbadíe convirtió dos goles, ambos en el partido que Uruguay ganó a Escocia por 7 a 0. Abbadíe anotó el cuarto y séptimo tanto.
También participó de la gira previa al Copa Mundial de 1966 que la Selección Uruguaya de Fútbol realizara por Europa, disputando varios encuentros como titular, entre ellos frente a Israel -encuentro en el que convirtió dos goles-, España y Barcelona. Sin embargo, poco antes del comienzo del torneo, el director técnico, Ondino Viera, lo desafectó del equipo, retornando a Montevideo. El partido frente a Barcelona, fue el último que disputó con la Selección Uruguaya.

#### Participaciones en Copas del Mundo
| Mundial                        | Sede  | Resultado | Partidos | Goles |
| ------------------------------ | ----- | --------- | -------- | ----- |
| Copa Mundial de Fútbol de 1954 | Suiza | 4° puesto | 5        | 2     |

#### Participaciones enCopa América
| Copa                         | Sede  | Resultado | Partidos | Goles |
| ---------------------------- | ----- | --------- | -------- | ----- |
| Campeonato Sudamericano 1955 | Chile | 4° lugar  | 5        | 3     |

### Clubes
| Club    | País    | Período   | Partidos | Goles |
| ------- | ------- | --------- | -------- | ----- |
| Peñarol | Uruguay | 1950-1956 | 184      | 74    |
| Genoa   | Italia  | 1956-1960 | 110      | 19    |
| Lecco   | Italia  | 1960-1962 | 45       | 5     |
| Peñarol | Uruguay | 1962-1968 | 284      | 63    |

#### Campeonatos nacionales
| Título              | Club    | País    | Año  |
| ------------------- | ------- | ------- | ---- |
| Campeonato Uruguayo | Peñarol | Uruguay | 1951 |
| Campeonato Uruguayo | Peñarol | Uruguay | 1953 |
| Campeonato Uruguayo | Peñarol | Uruguay | 1954 |
| Campeonato Uruguayo | Peñarol | Uruguay | 1962 |
| Campeonato Uruguayo | Peñarol | Uruguay | 1964 |
| Campeonato Uruguayo | Peñarol | Uruguay | 1965 |
| Campeonato Uruguayo | Peñarol | Uruguay | 1967 |
| Campeonato Uruguayo | Peñarol | Uruguay | 1968 |

#### Torneos internacionales
| Título                | Club    | País    | Año  |
| --------------------- | ------- | ------- | ---- |
| Copa Juan Pinto Durán | Uruguay | Uruguay | 1963 |
| Copa Libertadores     | Peñarol | Uruguay | 1966 |
| Copa Intercontinental | Peñarol | Uruguay | 1966 |

### Como entrenador
En 1982 asumió la dirección técnica de la Selección de Maldonado, disputando el campeonato de selecciones del interior y obteniendo dicho torneo. A pesar del éxito, no volvió a dirigir.

## Homenajes
Dada su vinculación con la ciudad, el estadio municipal de Pan de Azúcar, ubicado en el parque Zorrilla de San Martín, lleva su nombre desde 2015. También lleva su nombre una de las tribunas del estadio Domingo Burgueño Miguel de la ciudad de Maldonado.